# Théodore Albert Thélu
Théodore Thélu, né le 12 février 1760 à Frévent (Pas-de-Calais) et mort le 11 août 1837 à Dunkerque (Nord) est un homme politique français.

## Biographie
Négociant à Dunkerque, Théodore Albert Thélu est élu député du Nord au Conseil des Cinq-Cents le 24 germinal an VI. Il sort du conseil en l'an VIII, et ne reparut plus sur la scène politique.
Il est le père de Constant Thélu.

### Autres sources
- « Théodore Albert Thélu », dans Adolphe Robert et Gaston Cougny, Dictionnaire des parlementaires français, Edgar Bourloton, 1889-1891 [détail de l’édition]